# Isla Aka
La Isla Aka (阿嘉島 Aka-jima?) es una isla en el Océano Pacífico que es parte del grupo de islas Kerama de la prefectura de Okinawa, en el sur de Japón.
La isla se conoce comúnmente como Aka o Akashima y está situada a unos 15 kilómetros al suroeste de la isla de Okinawa. Tiene un clima subtropical y una población de aproximadamente 330 personas.
El agua que rodea Akajima proviene de la corriente de Kuroshio. Los arrecifes coralinos sanos, con una rica diversidad de vida marina, hacen que el área sea un tesoro para los científicos marinos, buzos y nadadores.